# Fântânele (Constanța megye)
Fântânele község Constanța megyében, Dobrudzsában, Romániában.

## Fekvése
A település az ország délkeleti részén található, Konstancától ötvenöt kilométerre északra, a legközelebbi várostól, Năvodaritól negyvenkét kilométerre, ugyancsak északra.

## Története
Régi török neve Imamçeşme vagy Inançeşme, románul Inancişmea. Községi rangot 2005-ben kapott, ezt megelőzően, 1990-től Cogealac része volt. 1989-ben Mihai Viteazu, 1968 és 1989 között pedig Cogealac irányítása alá tartozott.